# NGC 7086
NGC 7086 (другое обозначение — OCL 214) — рассеянное скопление в созвездии Лебедь.
Этот объект входит в число перечисленных в оригинальной редакции «Нового общего каталога».